# Первый Зимний поход
Пе́рвый зимни́й похо́д (6 декабря 1919 — 6 мая 1920) — рейд действующей армии Украинской Народной Республики во главе с Михаилом Омельяновичем-Павленко по тылам Красной и Добровольческой армий на Украине.
Главная задача Зимнего похода состояла в сохранении присутствия украинской армии на украинской территории, в тылу противника, путём партизанских действий, в то время как Главный атаман УНР Семён Петлюра находился со штабом в Варшаве.

## Преамбула
Галицкая армия, в результате примирения Петлюры с Польшей (которое часть патриотов истолковала как предательство украинских интересов), вышла из состава армии УНР и, заключив соответствующее соглашение, с 6 ноября 1919 года вошла в состав Вооружённых Сил Юга России генерала Деникина. Остатки армии УНР в конце ноября 1919 года находились в так называемом «треугольнике смерти» (Любар — Чертория — Мирополь). Здесь украинские войска оказались в окружении трёх враждебных армий — Красной, Добровольческой и польской (с последней на тот момент было достигнуто перемирие). Кроме того, украинские войска понесли большие потери от эпидемии тифа.
6 декабря 1919 года на военном совещании в Новой Чертории было принято окончательное решение совершить боеспособными частями УНР партизанский рейд по тылам красноармейцев и деникинцев.

## Ход событий
21 января 1920 года в селе Гусовка Елисаветского уезда состоялось совещание командиров дивизий армии Зимнего похода (действующей армии УНР). Было принято решение прорываться через большевистский фронт отдельными колоннами, двигаясь в район Черкассы — Чигирин — Канев.
В состав южной колонны атамана М. Омельяновича-Павленко вошла Запорожская дивизия, 3-й конный полк и штаб армии; в состав северной колонны атамана Ю. Тютюнника — Киевская и Волынская дивизии. Колонны двигались по разным маршрутам, дезорганизуя коммуникации Красной армии.

## Состав
Перед походом армейские соединения были переформированы на 4 сводные группы:
- Запорожская сводная группа, или Запорожский корпус (атаман А. Гулый-Гуленко) со всеми частями, ранее входившими в его состав (включая "Чёрных запорожцев"), за исключением Гайдамацкой бригады Е. Волоха, перешедшей на сторону Красной армии.
- Киевская сводная группа (атаман Ю. Тютюнник), состоявшая из 5-й и 12-й Крестьянских дивизий, полка Морской пехоты, частей 3-й (Железной) дивизии и остатков Корпуса Сечевых стрельцов.
- Волынская сводная группа (атаман Н. Никонов), состоявшая из 1-го сводного полка (в состав которого входили и остатки Южной дивизии), 2-го сводного пешего полка, остатков 2-й дивизии («Запорожской Сечи»), 4-го полка серожупанников (происходившего из 4-й дивизии серожупанников), 2-го конного полка имени Максима Зализняка, конного полка имени гетмана Мазепы и Волынской артиллерийской бригады, которая возникла из остатков артиллерийских частей указанных выше 3-х дивизий.
- 3-я Стрелецкая дивизия, или группа, в состав которой входили части той же 3-й стрелковой дивизии и Общая юнацкая (юнкерская) школа.
- Галицкая конная бригада — атаман Э. Шепарович
- Отдельный конный полк — полковник Г. Чижевский
- Конная сотня штаба действующей армии УНР

Боевой состав "Действующей армии УНР Зимнего похода" по состоянию на 6 мая 1920 года насчитывал 4319 человек, 2100 штыков и сабель, 81 пулемёт, 12 орудий.

## Бои
В ходе рейда войска УНР прошли по тылу противника 2500 км, проведя много успешных операций.
Маршрут Первого зимнего похода проходил по территориям современных Житомирской (Романовский, Любарский, Чудновский р-ны), Киевской (Тетиевский р-н), Черкасской (почти все районы), Кировоградской (почти все районы), Николаевской (Врадиевский, Домановский, Вознесенский, Еланецкий, Новобугский, Казанский р-ны), Одесской (Николаевский, Любашевский, Ананиевский, Балтский р-ны), Винницкой (в 1919 — Хмельникский, Калиновский, Казатинский, Липовецкий, Погребищенский, Оратовский, окончание похода — Чечельницкий, Бершадский, Тростянецкий, Крыжопольский, Томашпольский, Ямпольский, Тульчинский, Пещанский р-ны).
Основные сражения произошли под Липовцами, Жашковом, Уманью, Каневом, Черкассами, Смелой, Золотоношей, Ольвиополем, Голованевском, Гайсином, Вознесенском, Ананьeвом и Балтой.

## Результаты и значение
Для оставшихся в живых участников похода была учреждена памятная награда Украинской Народной Республики — «Железный крест УНР».
Стратегическое значение Первого зимнего похода состояло в следующем:
1. Армия, которой угрожало полное уничтожение, не только была сохранена, но и совершила намеченную операцию; боевой дух войск, угнетённый поражениями осени 1919 года, вновь поднялся.
2. Зимний поход ускорил ликвидацию Добровольческой армии Деникина.
3. Благодаря Зимнему Походу власть УНР на украинской территории оставалась непрерывной в 1919—1920 гг., хотя УНР уже не контролировала территорию Украины целиком и постепенно отступала.
4. Существование армии Зимнего похода позволило украинской делегации в Варшаве занять более твёрдую позицию в переговорах с поляками.
5. Зимний поход повлиял на настроения украинского населения: белое движение теряло поддержку, в то время как УНР на короткое время стала более популярной.
6. Подъём национального самосознания заставил и большевиков изменить тактику. В 1919 году они наступали на Украину под интернациональными лозунгами, считая национальные проявления «реакционными» и «контрреволюционными».